# Dicyphus pallidus
Dicyphus pallidus is een wants uit de familie van de blindwantsen (Miridae). De soort werd het eerst wetenschappelijk beschreven door Gottlieb August Wilhelm Herrich-Schäffer in 1836.

## Uiterlijk
Zowel de mannetjes als vrouwtjes van deze 5 tot 8 mm lange, groene tot groenbruine wants, kunnen zowel langvleugelig (macropteer) als kortvleugelig (brachypteer) zijn. De lange lichte antennen hebben een eerste segment dat bruin is met lichte uiteinden en een tweede segment dat aan beide kanten donkerbruin gekleurd is. De wants heeft verder lichte pootjes met zwarte stippen op de dijen, de kop is lichtbruin met donkere vlek bovenop en donkere streepjes achter de ogen. Ook het schildje (scutellum) heeft in linker en rechter hoek een donkere vlek. De soort lijkt hierdoor op Dicyphus constrictus; die is echter zeer zeldzaam in Nederland.

## Leefwijze
De soort overwintert als eitje en kent één generatie per jaar. De wantsen leven op behaarde planten en voornamelijk op bosandoorn (Stachys sylvatica) en kunnen in Nederland op schaduwrijke plaatsen gevonden worden van juni tot midden oktober. 

## Leefgebied
De wantsen komen voor in het Palearctisch gebied en in Nederland is de soort vooral talrijk van het zuiden tot het midden van het land.  